# Véhicule de l'avant blindé
Pour les articles homonymes, voir VAB.
Le Véhicule de l'avant blindé (VAB) est un véhicule blindé de transport de troupes conçu par la SAVIEM durant les années 1970. Entré en service dans l'Armée de terre française en 1979, il demeure actuellement le véhicule blindé le plus répandu dans celle-ci avec 2 557 véhicules en dotation dans les  équipements de l'Armée de terre française en 2021[réf. à confirmer], sur la commande initiale de 3 799 exemplaires pour l'armée française. 
La version Mk II du VAB est dévoilée au salon Eurosatory 2010. Proposée en 4x4 ou 6x6 il dispose de nombreuses améliorations par rapport à la version initiale.
Une nouvelle version du VAB, la Mk3, est présentée au salon Eurosatory de 2012.
Depuis juillet 2019, il commence à être remplacé par son successeur, le VBMR Griffon.

## Histoire

### Genèse et développement
À la fin des années 1960, l'armée française lance un appel d'offres pour la réalisation d'un véhicule blindé de transport de troupes, amphibie et protégé NBC. Saviem, Berliet et Panhard proposent leur prototype : l'armée teste le Berliet BL-12, Saviem présente cinq prototypes du VAB, trois en version 4X4, deux en version 6X6, et Panhard le M4. Après quelques tests comparatifs, le VAB est déclaré vainqueur.
La commande est lancée en 1970 par le ministère français de la défense à SAVIEM, qui deviendra plus tard Renault Trucks Defense. En mai 1975, après la décision de retenir la version 4×4 du VAB, le ministère de la Défense en commanda 4 000 exemplaires, SAVIEM étant maître d’œuvre, concepteur, architecte, fournisseur du moteur et de la chaine cinématique et Creusot-Loire à Saint-Chamond, sous-traitant, pour l’étude et la fabrication de la caisse, le montage des prototypes.
Créé pour transporter les combattants sur le champ de bataille en les protégeant de la mitraille, des éclats et des risques NBC, il a été décliné en de nombreuses versions au fil du temps. Il est facilement aérotransportable.

### Modernisation
Depuis 1998, les versions françaises connaissent des revalorisations : boîte de vitesses automatique (tranche 1), système de freinage et gonflage des pneus automatique (T2), surblindage (T3). Cette dernière amélioration lui fait perdre sa capacité de flottaison (environ deux tonnes de plus).
Le 30 avril 2008, la Direction générale de l'Armement (DGA) a notifié à Renault Trucks Defense (RTD) une lettre de commande de 20 M€, pour le développement et l'intégration de 60 tourelleaux télé-opérés sur des véhicules de l’avant blindés (VAB) de l’armée de terre. Ces tourelleaux télé-opérés permettront au tireur de mettre en œuvre une mitrailleuse de 12,7 mm tout en restant protégé à l’intérieur du véhicule, notamment vis-à-vis de la menace des engins explosifs improvisés, des tireurs embusqués, et en cas de tonneau. Le parc de l'armée de terre française est passé de 3 603 VAB fin 2011 à 2 476 fin 2016.
Dans le cadre du programme Scorpion (prévoyant une modernité accrue du matériel dans l'armée de terre), le Véhicule blindé multi-rôles (VBMR) succédera au VAB. Le projet de loi de programmation militaire 2014-2019 prévoit à cette dernière date 2 190 VAB en ligne. En 2016, on estime qu'il en restera un millier en 2030.
En 2017, à la suite des multiples mises à jour, les versions utilisées par l'armée française sont passées d'un poids de douze tonnes à quinze puis dix-sept tonnes. La consommation de carburant est passée à 110 litres pour 100 km réduisant l'autonomie à 230 km, la capacité initiale de transport de dix militaires est passée à 6 avec l’accroissement de l'équipement des fantassins.
La Gendarmerie nationale française l'a utilisé durant la guerre civile libanaise. Elle en a également acquis une quarantaine (avec surblindage) pour son intervention en Afghanistan en 2009, sous la responsabilité du Groupement blindé de gendarmerie mobile. Ces unités ont ensuite été rapatriées à Satory et une partie a été redéployée en Nouvelle-Calédonie en 2017.

### Engagements

#### Armée française

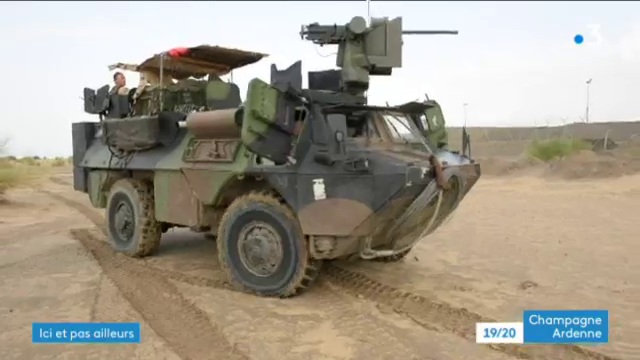
VAB engagés dans l'opération Barkhane au Mali en 2017.

Ce véhicule a notamment connu l'épreuve du feu au cours des opérations extérieures de l'armée française. En juillet 2011, 56 VAB français ont été touchés en opérations extérieures et 22 détruits mais, grâce à leur conception, les pertes humaines ont été réduites. À cette date, 600 VAB français sont en Opex dont 400 sont utilisés par les forces françaises en Afghanistan.
Utilisé par les troupes françaises de la Force internationale d'assistance et de sécurité en Afghanistan, un VAB est touché par un RPG-7 lors de l'embuscade de Surobi en août 2008. L'équipage à bord du blindé est sauf. Le tireur d’un autre VAB trouve la mort lors de la même opération, lorsque son véhicule se retourne emporté par un éboulement et l’écrase sous le toit. Une partie des VAB engagés par les forces françaises en Afghanistan a subi une remise à niveau du blindage, avec ajout de tuiles en céramique, parfois maintenues par un liner synthétique, ainsi que le renforcement du pare-brise blindé. Cette mise à niveau doit lui offrir une protection suffisante contre les tirs de mitrailleuses.
Pour réduire l'exposition des tireurs, assurer un tir plus précis et plus confortable, ainsi que des capacités d'observation tout temps, une partie des VAB déployés en Afghanistan reçoivent un tourelleau télé-opéré Kongsberg Protector. Armé d'une mitrailleuse 12,7 mm, de lance-pots, d'un télémètre laser et d'un viseur jour/nuit. Le tourelleau est fixé sur une poutre additionnelle au niveau de l'emplacement du chef d'engin, comme l'ancien système. Il est utilisable manuellement par le chef d'engin en cas de besoin. Le VAB ainsi équipé prend le nom de VAB TOP (Tourelleau téléOPéré).
De par leur conception, les VAB résistent plutôt bien aux EEI : le profil amphibie de la coque du blindé lui permet de décoller de la route et de dévier le souffle de l'explosion. L'explosion d'un EEI provoque toutefois souvent de graves blessures voire la mort des passagers. Ceci amena à l'ajout de protections supplémentaires lors de l'opération en Afghanistan. Le VAB est considéré lors de l'opération Barkhane comme insuffisamment protégé face aux explosifs.
En Afghanistan, la compagnie d'infanterie géorgienne chargée de la protection de Camp Warehouse, près de Kaboul, utilise des VAB entre 2009 et 2011,,.

#### Maroc
Les forces armées royales ont utilisé leurs VAB 6x6 pendant la guerre du Sahara occidental. Ils furent également déployés au sein de l'IFOR en Bosnie.

#### Liban
Les forces armées libanaises ont utilisé des VAB pendant la guerre civile libanaise. De même, des milices comme le mouvement chiite Amal en ont récupéré et utilisé un certain nombre. L'Indonésie a déployé des VAB au Liban dans le cadre de la FINUL en 2006-2007.

#### Qatar
Les VAB-VCI et UTM800 sont utilisés par le groupe mécanisé qatari de l'opération Restaurer l'espoir pendant la guerre civile yéménite.

#### Ukraine
Le 27 juin 2022, le ministre des Armées Sebastien Lecornu a annoncé que la France allait livrer à l'Ukraine « des quantités significatives » de VAB, à la suite de l'invasion de l'Ukraine par la Russie. Un premier lot de 60, selon un rapport parlementaire français d'octobre 2023. En 2024, le ministère publie la liste des matériels envoyés indiquant que 250 VAB ont été livrés à l'Ukraine. D'autres lots sont prévus au rythme de leur mise en retrait. Plusieurs VAB, au moins 7 véhicules au 24 janvier 2023, ont été neutralisés par les forces russes en Ukraine. Ces véhicules sont majoritairement utilisés aux forces d'assaut aérien ukrainiennes; pour la première fois dans les trois bataillons de la 46e brigade aéromobile lors de opérations de reconquête des territoires ukrainiens occupés par la Russie, lors de la contre-offensive dans l'oblast de Kherson. Les autres lots équipent ensuite la 71e brigade de chasseurs, 77e brigade aéromobile, le 78e régiment d'assaut aéroporté "Herts", 79e brigade d'assaut aérien, 154e brigade mécanisée et la 155e brigade « Anna de Kiev ». Les blindés sont ainsi utilisés lors des batailles de Soledar, de Marïnka et lors de l'incursion ukrainienne dans l'oblast de Koursk, en Russie.

## Caractéristiques techniques

### Cabine

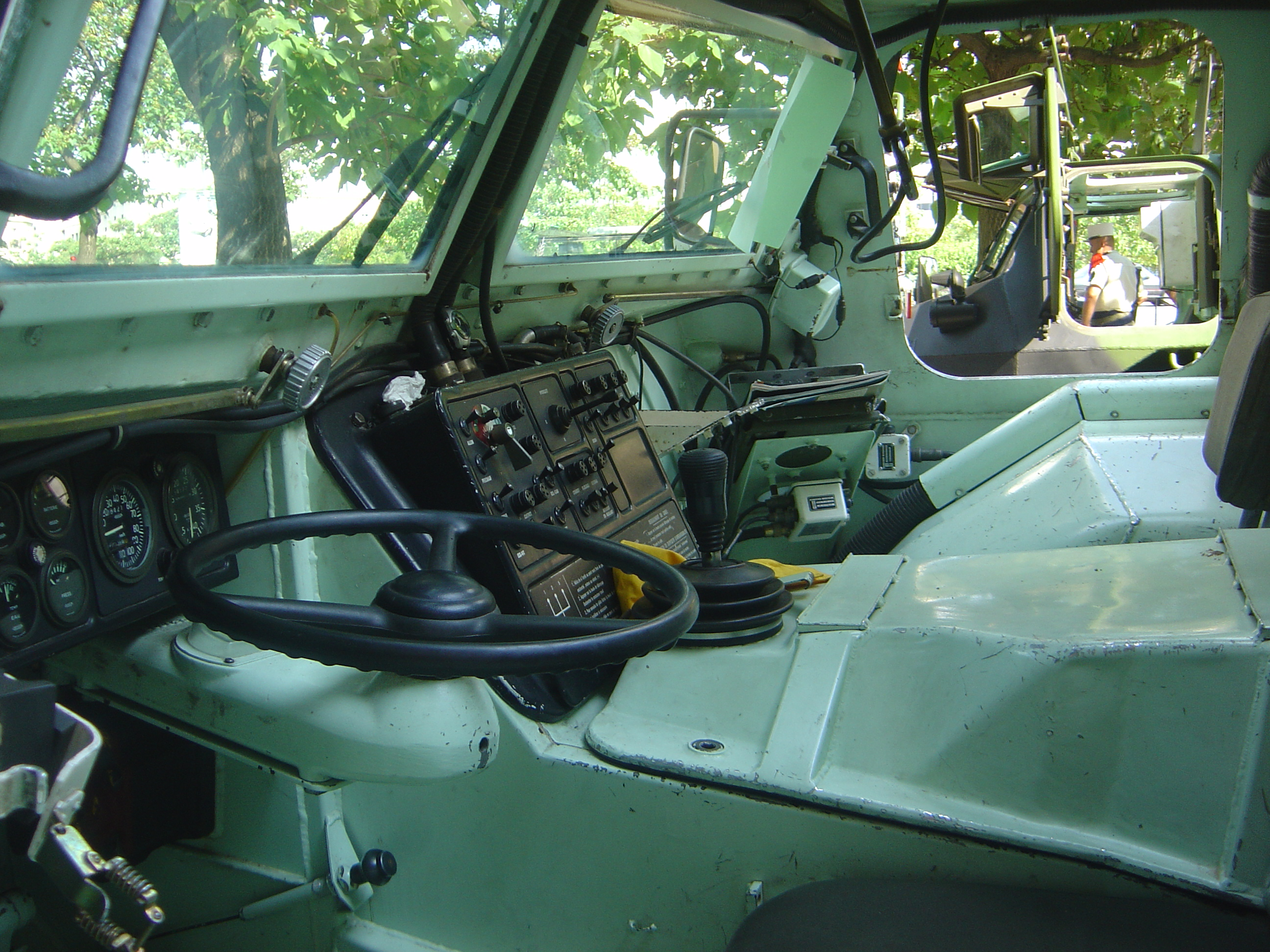
Le poste de conduite du VAB. Photo du 14 juillet 2005.

La cabine de pilotage se situe à l'avant, devant le compartiment moteur, un espace a été créé pour relier la cabine du pilote au compartiment destiné aux fantassins et au chargement. La cabine de pilotage offre deux places assises, le pilote prenant place sur le siège à gauche et le chef d'engin sur le siège de droite.
Le VAB possède deux grandes vitres blindées offrant une excellente visibilité, elles sont surmontées de volets blindés en acier qui peuvent être rabattus afin de permettre une protection accrue du poste de pilotage. En utilisation normale, l'accès à la cabine de pilotage se fait au moyen de deux portes placées à l'avant de l'engin. En cas de danger, le pilote et le chef d'engin peuvent évacuer le VAB par les deux deux trappes aménagées dans le toit du compartiment de conduite.

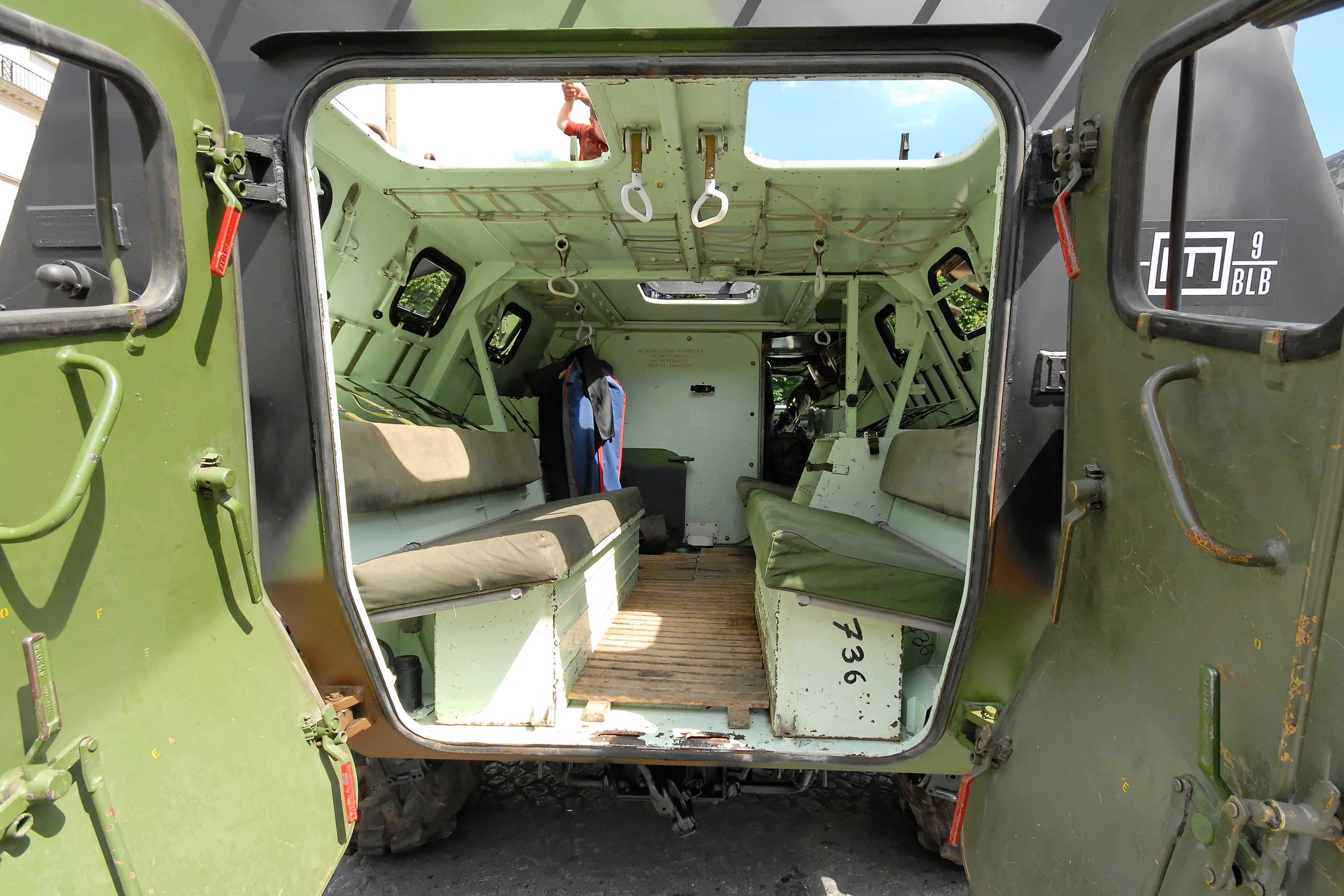
La cabine à l'arrière du VAB possède un volume de 6.3 m³ et une capacité d'emport de 2 t.

Derrière le compartiment moteur se trouve l'habitacle arrière, il possède un plancher plat et une forme parallélépipédique. Les fantassins prennent place sur des banquettes matelassées installées de
chaque côté des parois de l'engin, face à face. Dans sa version sanitaire, quatre brancards peuvent être logés avec deux infirmiers. De chaque côté du VAB se trouvent trois ouvertures rectangulaires fermées par des petits volets blindés ainsi que deux sur les portes arrière du véhicule, elles permettent à l'équipage de disposer d'une parfaite visibilité sur Le terrain et un bon éclairage intérieur. Des espaces de rangement pour les paquetages, armes individuelles et munitions sont disponibles. Dans la version cargo du VAB, les banquettes arrières sont relevées ou démontées, cela permet de libérer un volume conséquent. Le chargement est alors facilité par les larges portes sans montant central, par l'absence de seuil et par son plancher plat.
Le dessus de la caisse présente une ouverture circulaire à fermeture coulissante à l'avant et deux grands panneaux sur l'arrière. Cette ouverture circulaire permet l'accès à la mitrailleuse.
Certains VAB sont équipés d'un treuil accessible depuis une trappe à l'avant de l'engin. Possédant un câble de 53 m de long, sa force de traction est de 7 000 daN tambour vide et 5 000 daN tambour plein.

### Mobilité
Le VAB était amphibie et pouvait se mouvoir dans l'eau à la vitesse de 2 m/s (1 m/s en marche-arrière) l'aide de son brise-lame rabattable et de ses deux hydrojets ou avec les roues seules (cinquième vitesse enclenchée) en marche-avant à 0,85 m/s.
La masse du surblindage, du tourelleau téléopéré empêchent désormais au VAB d'employer ses capacités amphibies.

#### Motorisation
Les mille-cent-huit premiers VAB ont été équipés du moteur Diesel allemand MAN D-2356 HM72 à six cylindres en ligne. Ce moteur était alors reconnu comme très fiable et silencieux,
À partir de 1982, les VAB sur les chaînes de montage se voient équipés du moteur Renault MIDS 06.20.45, il s'agit également d'un moteur Diesel à six cylindres en ligne. Il équipera également les camions militaires TRM 10000.
Les VAB ATLAS et LINX de l'armée de Terre sont équipés d'un groupe électrogène fabriqué par 2H Energy, il est monté à la place d'un des coffres latéraux situé entre l'essieu avant et arrière. Il délivre une puissance de 5 kW en 28 Volts courant continu (Vcc) avec un entraînement d'un compresseur de climatisation.
 
Le VAB SAEC possède quant à lui un groupe électrogène 2H Energy délivrant une puissance de 8,1 kW en 240 Volt 50 Hz.

#### Train de roulement
Le VAB possède une suspension indépendante et utilise des pneumatiques Michelin XML 14.00 R20.

### Protection
Le VAB est constitué d'un assemblage de tôles d'acier de haute dureté offrant une protection contre les armes de petit calibre et la ferraille du champ de bataille. La forme du plancher et de l'avant de la caisse du VAB aidant à sa flottaison s'est avérée particulièrement résistante à l'explosion des EEI.

2490 VAB ont vu leur caisse équipée d’une poutre de renfort NBC sur un total de 3 799 exemplaires.

### Armement
Les VAB P, SIR possèdent une mitrailleuse lourde M2 HB de 12,7 mm installée sur un affût CB-127 (Circulaire Bouclier) monté sur un orifice pratiqué sur le toit du VAB. Pesant 114 kg sans la mitrailleuse, il assure une protection frontale et latérale au servant de l'arme.

## Modèles et variantes

### Versions en service dans l'Armée de Terre française

#### Modèles utilisés par l'infanterie

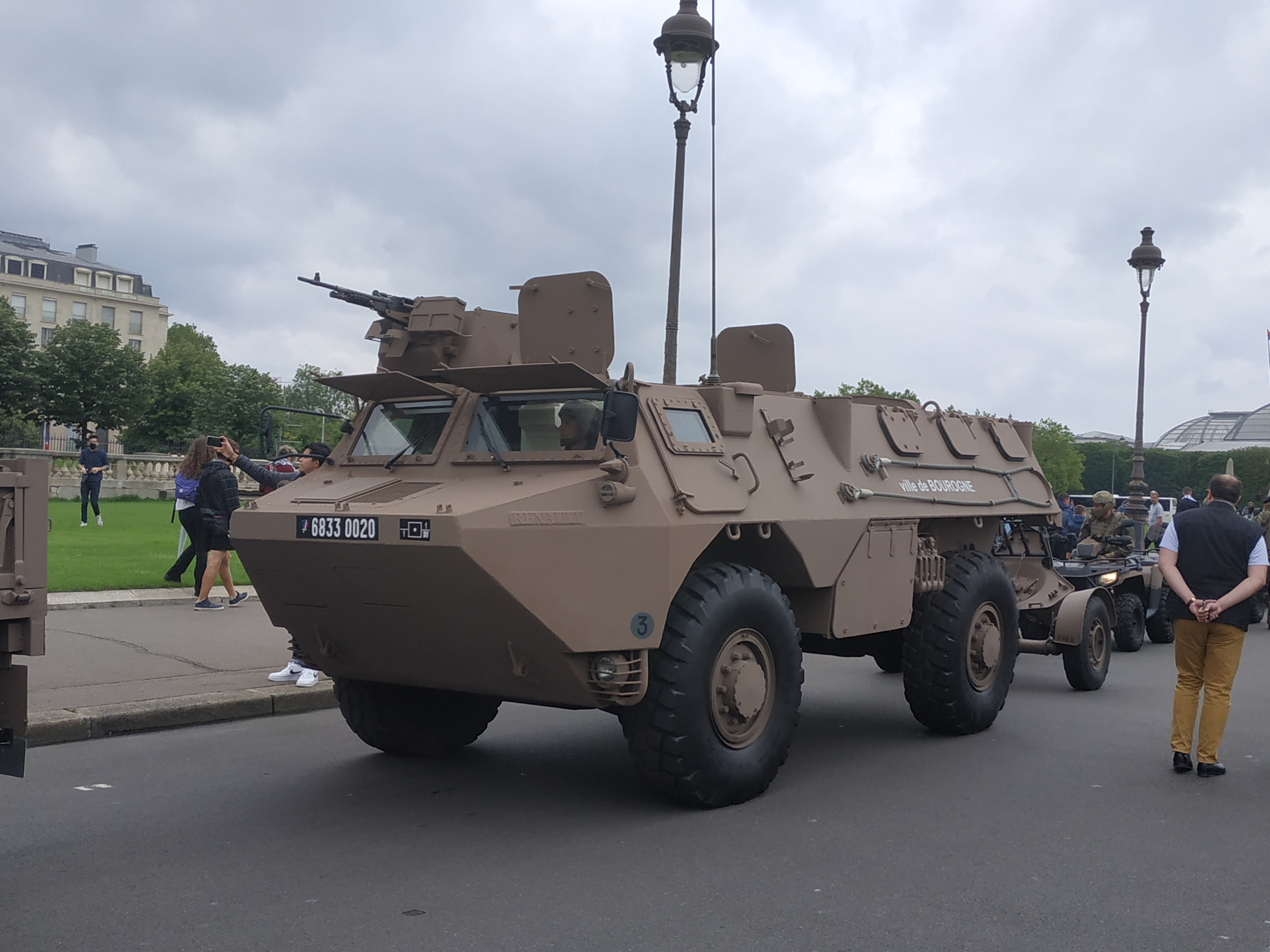
VAB aux nouvelles couleurs de l'armée française, appliquées à partir de 2022.

- VAB P : version de transport de troupes.
- VAB TOP : VAB P rénové avec un tourelleau téléopéré Kongsberg M151 Protector.
- VAB ULTIMA : VAB TOP équipé de sièges suspendus individuels, de passages de roues et caisson ventral renforcés en vue d'augmenter sa protection contre les mines et les EEI[33]. Il intègre les systèmes du VAB KIV, un détecteur de départ de coup SLATE (Système de Localisation Acoustique des Tireurs Embusqués), un phare infrarouge. Il possède un surblindage boulonné. Un brouilleur anti-EEI et grilles de protection statistiques sont disponibles en option.
- VAB KIV ou VAB Félin: VAB équipé d'un prêt-à-monter d'intégration véhicule (KIV) comprenant des stations de recharge pour les batteries des équipements FELIN.
- VAB SIR : équipé du Système d'Information Régimentaire (SIR) utilisé dans le cadre de la numérisation de l'espace de bataille.
- VAB MILAN : version aménagée pour transporter deux postes de tir et douze missiles antichars MILAN. Il possède un tourelleau CB52 armé d'une mitrailleuse ANF1 de calibre 7,62 mm.
- VAB ERYX : emporte des missiles antichars Eryx.

#### Modèles utilisés par la cavalerie

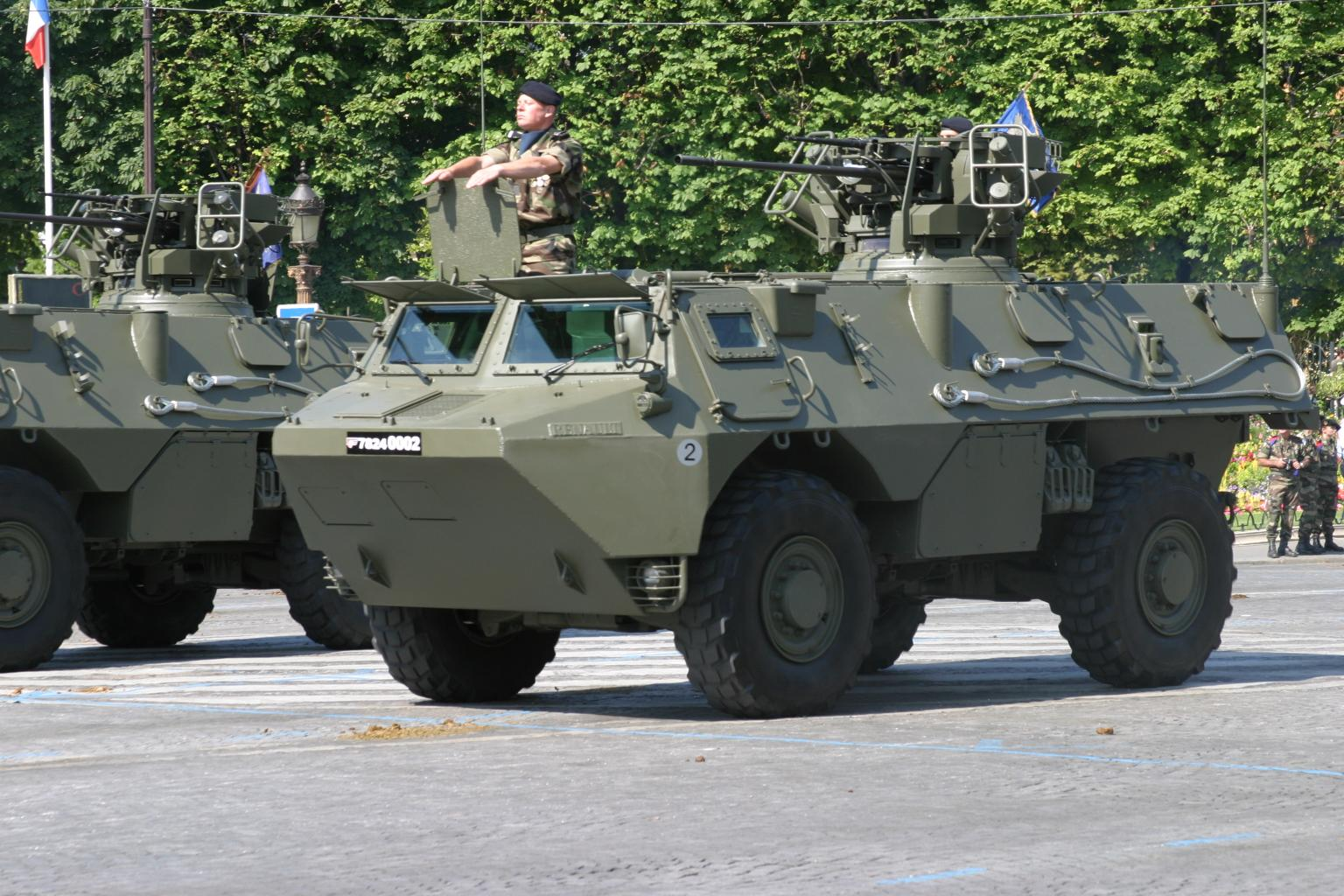
Un VAB T-20/13 ou VIB de l'Armée de l’Air.

- VAB T20/13 : VAB armé d'un canon-mitrailleur F2 de calibre 20 mm à double alimentation. Il était utilisé à l'origine pour escorter les AMX-30 ROLAND avant d'être utilisé par les escadrons d'éclairage et d'investigation et aux régiments d'artillerie de défense sol-air.

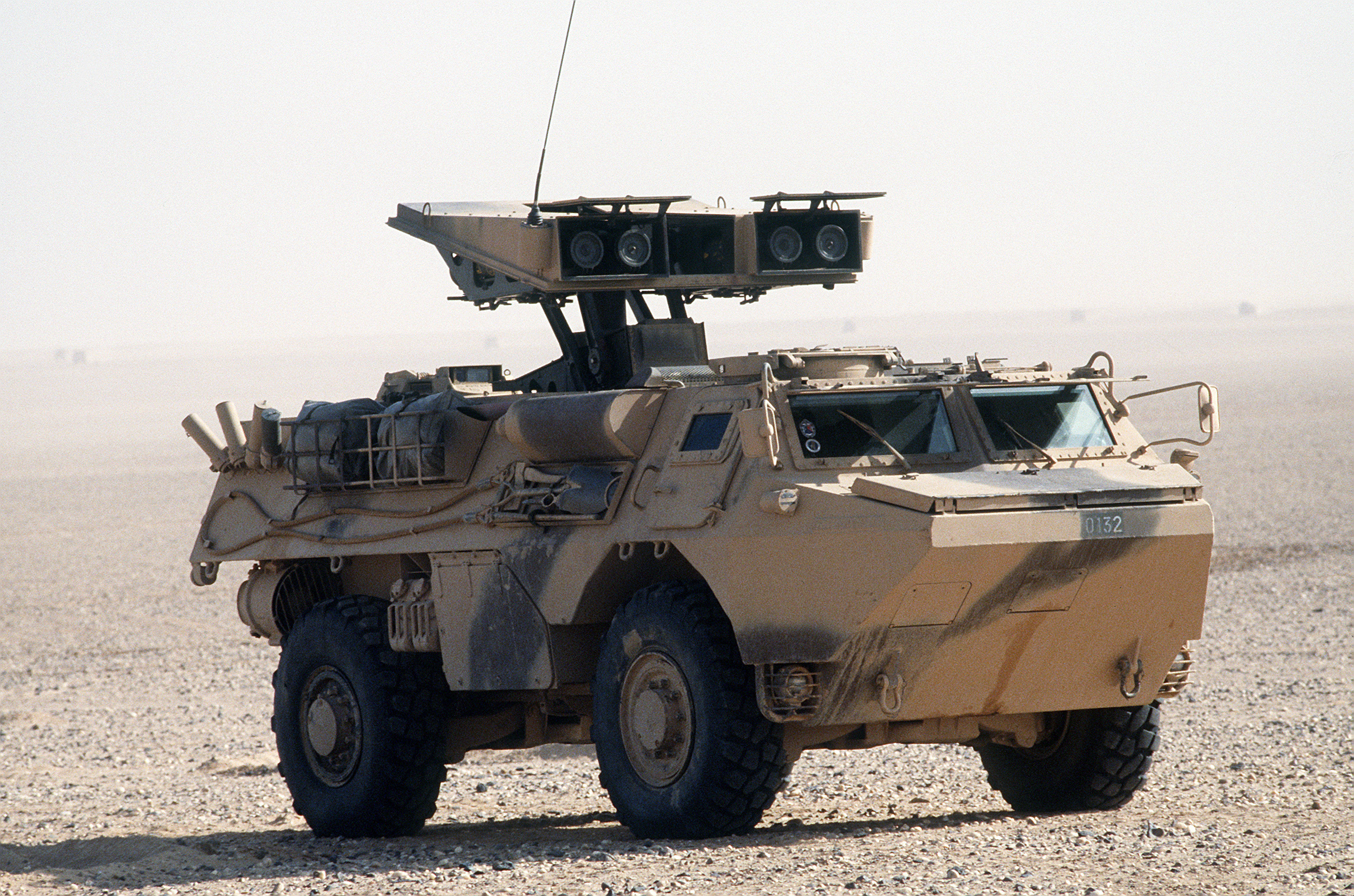
Un VAB Mephisto durant l'opération Daguet.

- VAB MEPHISTO : VAB spécialisé dans le combat antichar à longue portée. Il est armé d'un lanceur quadruple de missiles antichars HOT. Il possède également un support bouclier STB52V pour mitrailleuse ANF1 et huit lance-pots fumigènes. Le VAB Mephisto fut utilisé par le 1er REC durant l'opération Daguet.

#### Modèles utilisés par l'artillerie
- - VAB ARLAD [adaptation réactive pour la lutte antidrones] : version destinée à la lutte antidrone. Testé à partir de 2021[34];, entre en service en 2024. Équipé d’un radar de détection FLIR Systems, d'une mitrailleuse de calibre 12,7 et au futur d'un lance-grenade de 40 mm associé à un radar de tir. Douze exemplaires seront intégrés dans l'armée de Terre[35].
- VAB ATILA : VAB servant de poste de commandement mobile régimentaire, il est équipé d'un système informatisé de commandement ATILA (Automatisation des TIrs et Liaisons de l'Artillerie).
- VAB ATLAS : VAB ATILA modernisé avec le système ATLAS (Automatisation des Tirs et Liaisons de l'Artillerie Sol/sol) permettant la gestion et la transmission automatique des informations entre les principales équipes du régiment dans la fonction feu, mais aussi commandement, renseignement, logistique et NBC. Contrairement à ATILA, ATLAS rend possible l'inter-opérabilité avec les liaisons de données alliées et autres systèmes de commandement utilisés par l'armée de Terre.
- VAB ATLAS DL : VAB ATLAS équipant les Détachements de Liaison (DL).
- VAB ATLAS CS : VAB ATLAS équipant les postes de Commandement de Section (CS).
- VAB RATAC : VAB possédant un radar à effet Doppler lui permettant l'observation des tirs d'artillerie et d'acquérir et localiser automatiquement des engins en mouvement. Le RATAC ne possède pas la capacité tout temps. Il est inopérant en cas de grêle ou de neige, il complète ainsi le travail des VAB OBS, inopérants en cas de brouillard. Les VAB RATAC sont rattachés à la batterie des opérations du régiment d'artillerie. Les VAB RATAC étaient équipés du Coffret Message Source (CMS) du système ATILA, qui leur permettait de transmettre, par voie numérique, des messages sur le tir, le renseignement, ou le compte-rendu de position. Ces informations sont transmises au PC de commandement, qui retransmet alors aux pièces d'artillerie de calibre 155 mm qui n'ont plus qu'à aller se positionner. Le système ATILA a depuis été remplacé par le système ATLAS CANON, utilisé avec un terminal TTO.
- VAB RASIT-E :  VAB équipé d'un radar à effet Doppler lui permettant la détection, la localisation en gisement et distance, la reconnaissance et la poursuite d'objectifs mobiles dans un rayon de 40 km. Il est également équipé d'un mode écartométrie, qui permet le guidage des tirs d'artillerie. Le VAB RASIT est intégré aux Batteries de Renseignement de Brigades (BRB).
- VAB OBS :  VAB équipé du système SAGEM DANAOS ((DAy and Night Artillery Observation System) comprenant un Tourelleau d’Observation d’Artillerie (TOA) comprenant un viseur binoculaire à grossissement variable, une caméra thermique CASTOR NEC (version améliorée de la CASTOR) pour l'observation de nuit, un télémètre laser TSM303 pouvant mesurer des distances jusqu’à 20 km et un terminal électronique CMSM (Coffret Message Source Modernisé) permettant l’envoi des messages de tir pour le système ATILA et TTO pour le système ATLAS)[36]. Il est entré en service dans l’artillerie française à la fin des années 1990.
- VAB VAT : Véhicule d'Appui Topographique (VAT), ce VAB a pour mission la création de points de recalage topographiques et l'orientation des pièces d'artillerie. Il est équipé d'un navigateur inertiel, d'un goniomètre GOA20 et d'un poste radio PR4G.
- VAB VTM 120 : VAB utilisé pour tracter le mortier MO 120 RT, il transporte également 70 obus de calibre 120 mm.
- VAB VPM 81 : VAB possédant un mortier de calibre 81 mm embarqué.

#### Modèles de guerre électronique employées par l'Armée de Terre
- VAB CATIZ : CApacité Terrestre d’Interception de Zone.
- VAB COGE : (Centre Opérationnel de Guerre Électronique),
- VAB SAEC : Système d'Appui Électronique de Contact : système de renseignement électromagnétique,
- VAB Bromure : (BRouillage MUlti REseaux),
- VAB Vobule : (Véhicule pour Opérations de BroUillage Large bandE),
- VAB Linx : (localisation et interception des émissions exotiques). Permet l'écoute et la localisation des transmissions numériques discrètes ;

#### Modèles utilisés par le génie
- VAB Génie
- VAB LEMIR : (LEurre Massique mécanique Infra-Rouge), kit installable sur les véhicules pour faire exploser les EEI

- VAB RITA :

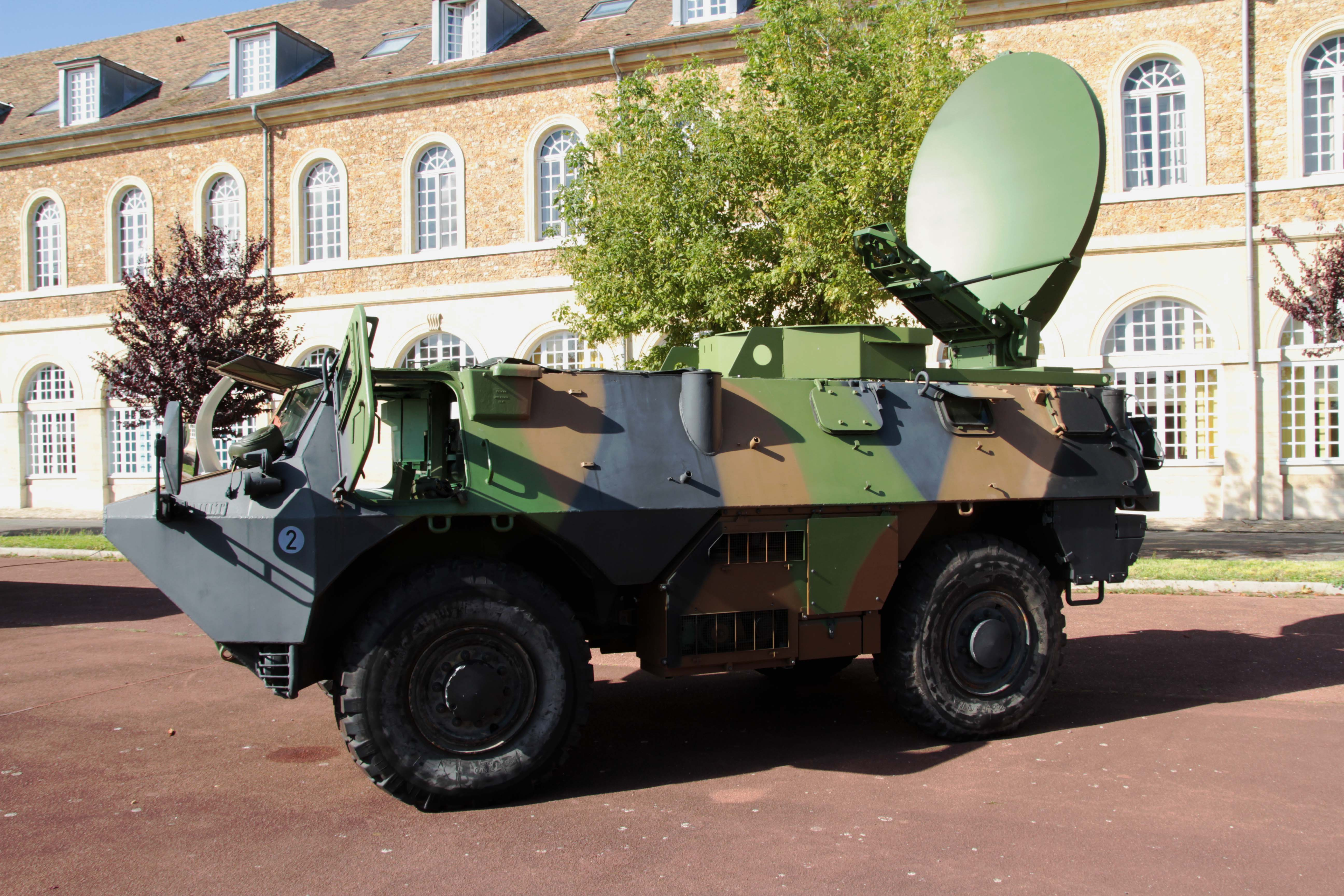
Véhicule de l'avant blindé ML (Moyen Léger/Satellite), station de télécommunications par satellite issue du 8e régiment de transmissions en septembre 2011.

- VAB CMAI : Centre Multiservice d'Accès et d'Interface, permet de relier les militaires aux réseaux civils ou militaires,
- VAB ML : Mobile Légère, station de télécommunications par satellite issue du programme Syracuse III ;
- VAB T3 ASTRIDE : Accès par Satellite et par Transmission hertzienne au Réseau de zone et de l’Intranet De l’Espace de bataille, en service depuis 2020[37].
- VAB VENUS : Véhicule de commandEment Nomade commUniquant par Satellite. Il est le premier véhicule capable de transmettre par satellite tout en roulant[38]. Livré en 2010 à 10 unités, plus 20 autres en 2015[39] ;

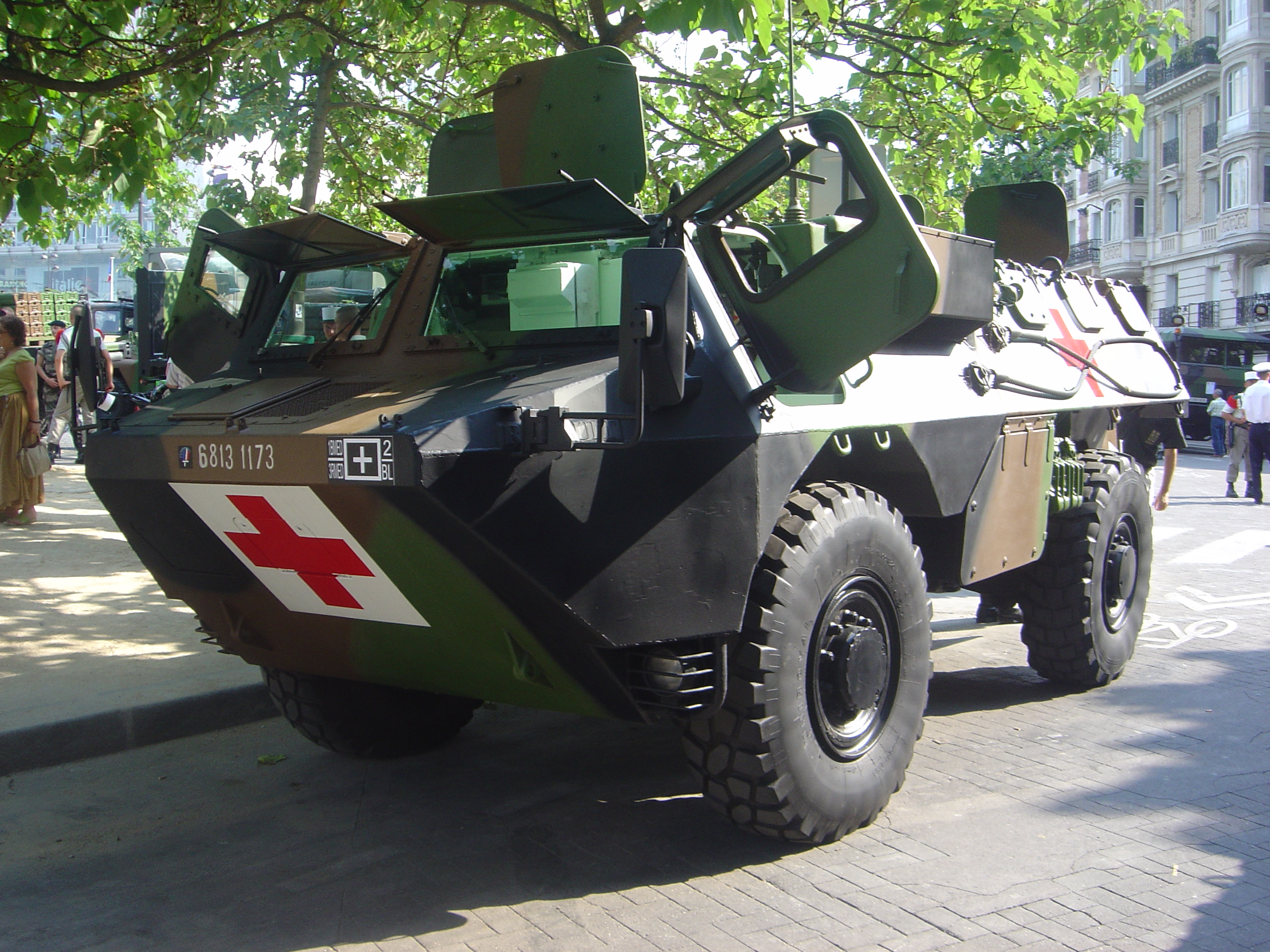
Un VAB médical.

- VAB SAN : transporte trois blessés couchés ou dix blessés assis[40],[41] ;
- VAB VBR : Véhicule Blindé de Reconnaissance, dérivé du VIB également en service dans l'Armée de l'Air, destiné à nettoyer les pistes d'aviations des débris dangereux[42],
- VAB NRBC ou RECO NBC : Véhicule de RECOnnaissance en zone contaminée NBC)[1] qui permet de faire des reconnaissances en zone contaminée chimique ou nucléaire à une vitesse maximum de 50 km/h[43]

### Modèles employés par laGendarmerie nationale
- VAB ELI : (Élément Léger d’Intervention), véhicule atelier obtenu par modification du VAB standard.
- VAB-VMO : Véhicule de Maintien de l'Ordre, pour les opérations de sécurité intérieure[44] ;
- VBC-90 : muni d'un canon de 90 mm monté sur une tourelle Giat TS 90, il équipait le Groupement blindé de gendarmerie mobile jusqu'à son retrait en 2004[45].

### Versions proposées aux marchés étrangers

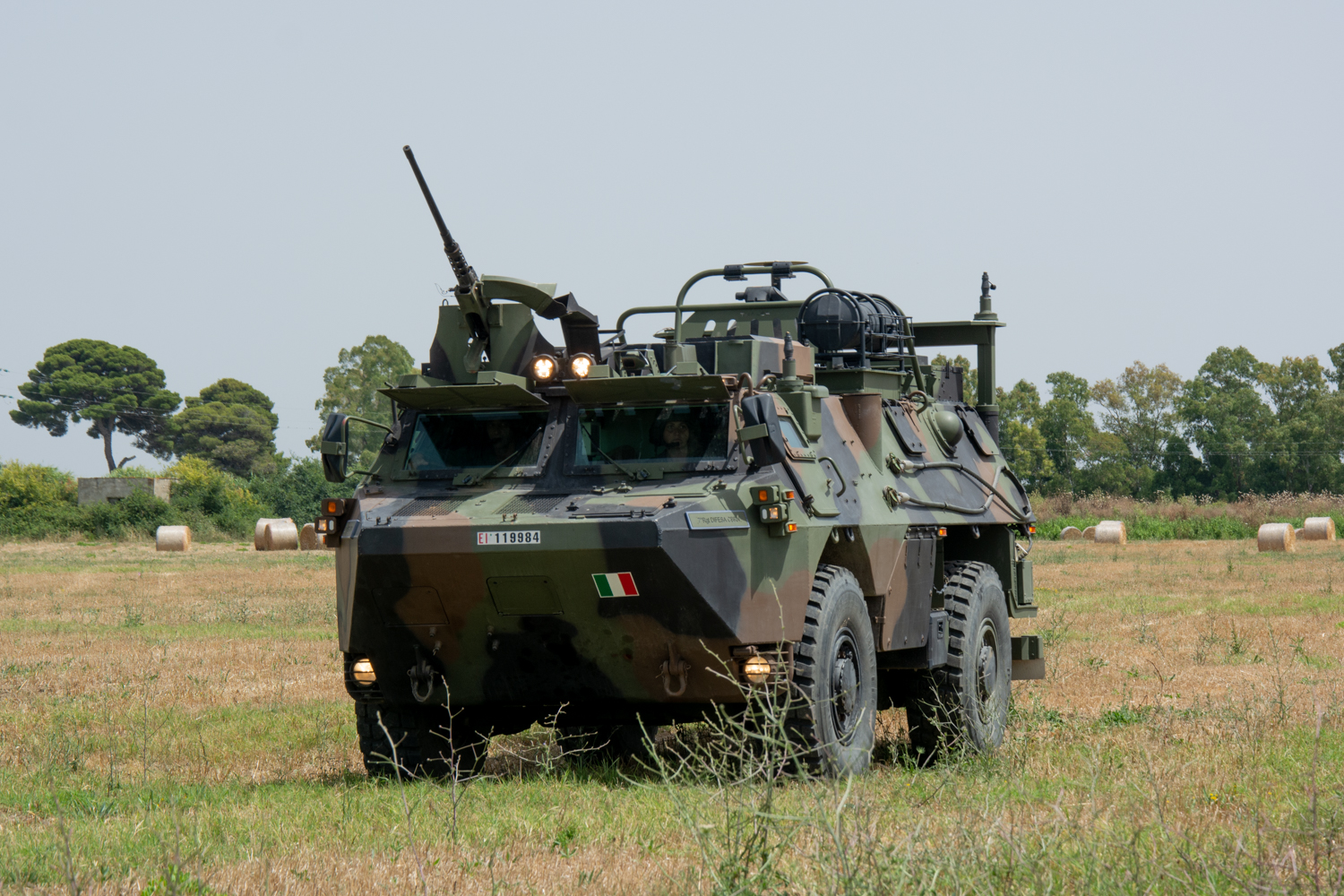
VAB NRBC remotorisée sous la désignation VBR NBC plus du 7e régiment de défense CBRN Cremona de l’armée de terre italienne en 2023.

À partir de 1984, l’exportation commença à se développer, essentiellement en version 6×6.
- VAB UTM 800 : version 6x6 avec quatre lance-missiles antichars HOT[41],[46],
- VAB DRAGAR : VAB avec une tourelle monoplace DRAGAR équipée d'un canon de calibre 25 mm.
- VAB T-25 : [41]
- VAB VCI[47] :
- VAB Mark 2 : proposée en configuration 4x4 ou 6x6, moteur de 320 cv, blindage amélioré STANAG niveau 4, volume 11 m3)[48],
- VAB VDAA (Véhicule de Défense Anti-Aérienne)[49] :
- VAB VADAR : armée d'un canon antiaérien de calibre 30 mm, non produite en série[49],
- VAB TA 20 :  armée de deux canons antiaériens de calibre 20 mm assistés par radar[50],
- VAB TA 23 : équipée de deux canons antiaériens de calibre 23 mm assistés par radar[49],
- VAB TA 25 : équipée de deux canons Oerlikon KBB de calibre 25 mm assistés par radar[50],
- VAB SANTAL ou SATCP : armée de 6 missiles Mistral[49],[41],
- VAB ALBI : Affût Léger BImunition, avec 2 missiles Mistral mais sans radar[49]
- VAB-ECH : ÉCHelon, véhicule de dépannage destiné à l'export proposées par Renault/Creusot-Loire[51].
- VAB VCAC : Véhicule de Combat Anti-Char[52] :

### Prototypes
- - VAB AZUR (Action en Zone URbaine) équipé notamment d'une rampe « pousse-foule » à l'avant ainsi que d'un périscope d'observation panoramique avec moniteur interne[53],
  - VAB SHARK (Système HARd Kill), démonstrateur équipé d'un système de protection active[54]

## Nouvelle version, le VAB Mk3
Présenté en  2012 et  destiné à l'export, le Mk3 ne reprend que 20% des éléments de son aîné. Il dispose d'un châssis 6×6, et il est plus lourd que le VAB d'origine. Il est doté d’un blindage de STANAG 4 et d’un « Advanced Survivability System », conçu pour la protection contre les charges creuses en tandem.
En 2015, Renault Trucks Defense dévoile le démonstrateur à propulsion hybride Electer, développé sur cette base. Ce type de propulsion présente plusieurs avantages : possibilité de déplacement silencieux sur dix kilomètres, accélérations, économie de carburant, fourniture d'électricité pour les différents systèmes de mission toujours plus gourmands et plus nombreux, et même de pouvoir servir de groupe électrogène.

## Utilisateurs
5 082 VAB ont été construits en 2008 pour de nombreux pays :

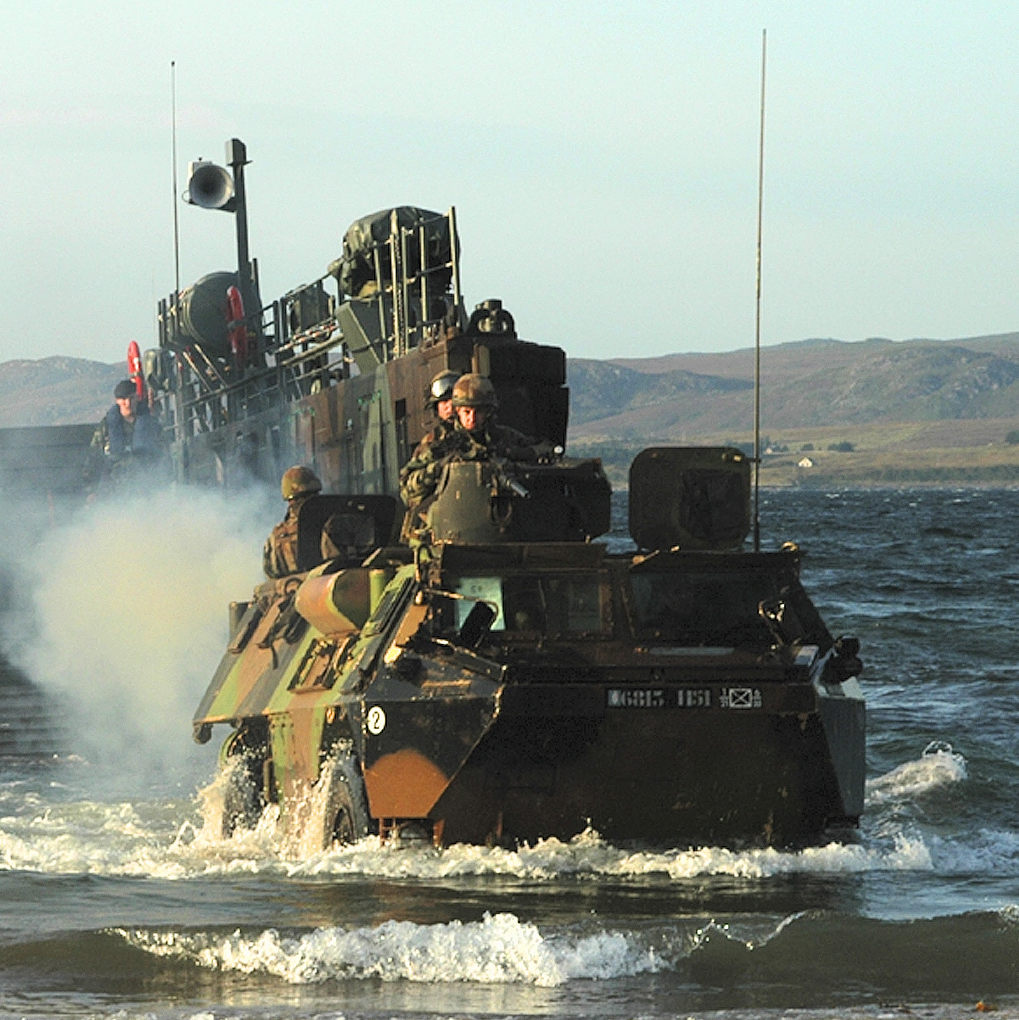
Un VAB français débarquant d'un chaland durant un entraînement en Écosse.

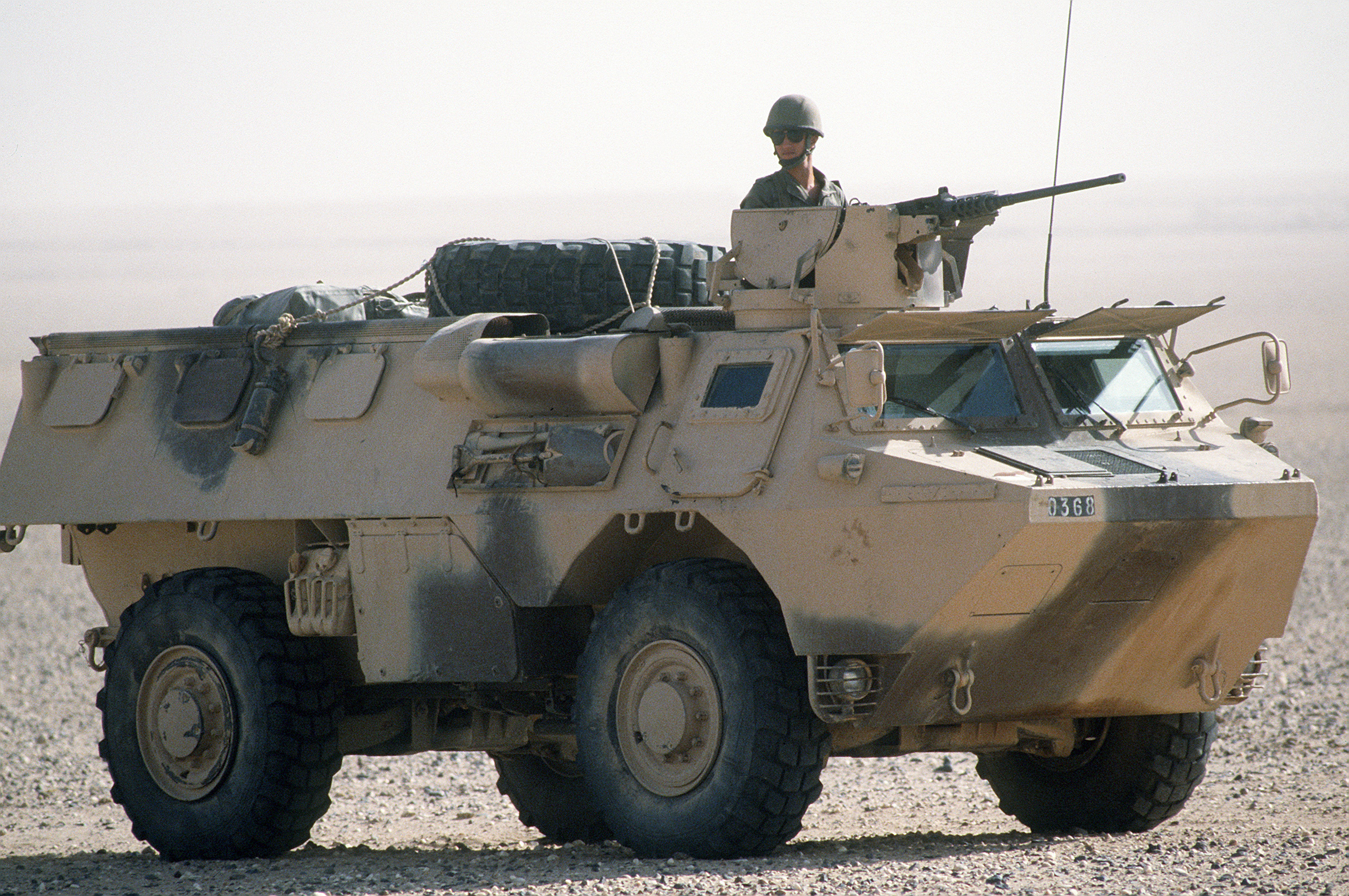
Un VAB français durant l’opération Daguet en 1990-1991.

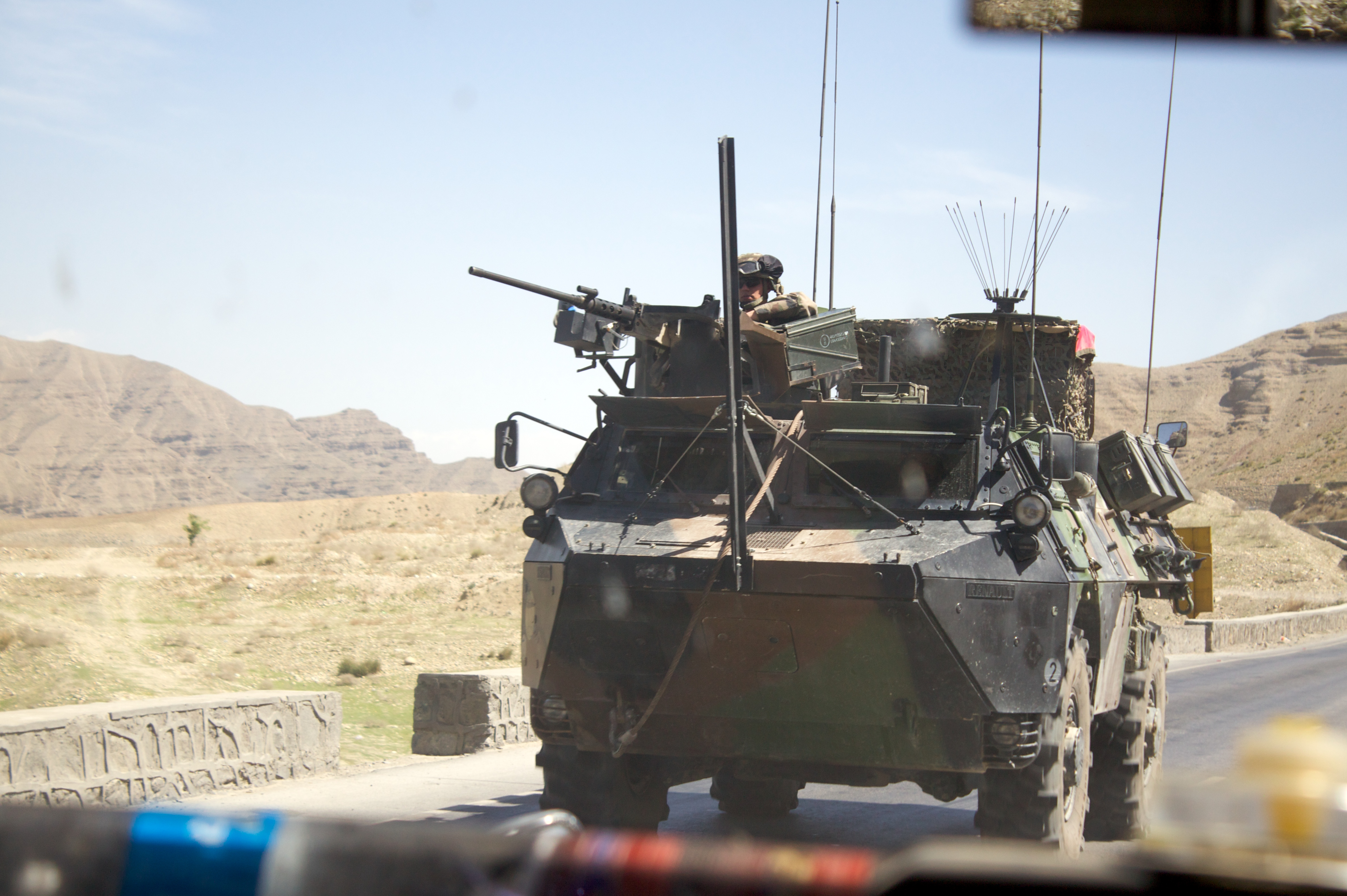
Un VAB en Afghanistan en 2010. Notons l’antenne multibrins du brouilleur devant bloquer les signaux destinés aux engins explosifs improvisés.

| - France : 4 151 VAB livrés à l'armée de terre française, l'armée de l'Air et la Gendarmerie nationale, 2557 en service en 2021, en cours de remplacement par le VBMR. En 2025, sont en service environ 1,700 VAB (dont 20 pour la gendarmerie); 40 VAB VOA (OP), 72 VAB GE, 26 VAB NRBC, 64 VAB Milan et 113 VAB Akeron . - Arabie saoudite : 100 VAB-VCI Mark III, initialement commandés pour le Liban mais finalement redirigés vers l'armée saoudienne, au moins 6 livrés en 2016. Ils sont toujours en service en 2025. - Bénin : 15 VAB donnés par la France aux Forces armées béninoises en 2023, les huit premiers le 20 janvier 2023. 15 nouveaux VAB ont été donnés le 17 décembre 2024 par la France. En 2025, 31 sont en service. - Brunei : 26 VAB-VTT en version 4 roues, dont deux de dépannage, livrés en 1990-1991, et 19 VAB-VTT NG dont 6 ambulances livrés en 2001-2002. En 2025, 45 sont en service . - Côte d'Ivoire : 2 VAB-VCI et 11 VAB-VTT, en version 6 roues, livrés en 1980. On trouverait aussi 4 VAB-PC et 4 VAB-VMO. - Chypre : 27 VAB-VCI (tourelle T20), 98 VAB-VTT et 4 VAB-PC, livrés entre 1985 et 1988, tous en version 4 roues , 18 VAB-VCAC UTM800 livrés en 1988. 127 VAB et 18 VAB UTM 800 sont en service en 2025 . - Émirats arabes unis : 5 VAB-VTT, 5 VAB-ECH, 7 VAB-VMO et 3 VAB-PC en version 6 roues, livrés en 1980 à la police d'Abou Dabi. En 2025, 20 VAB sont en service. - Indonésie : 18 VAB-VTT 4 roues livrés en 1997 et 32 autres en 2007, dont 2 VAB-PC et 6 ambulances. - Italie : 14 VAB NRBC (désignés VBR CBRN) livrés entre 2000 et 2002. 9 remis à niveau et remotorisée sous la désignation Veicoli Blindati da Ricognizione (VBR) NBC en 2021. - Liban : - 5 VAB-VTT 4 roues livrés en 1981, - 90 VAB 4 roues , dont 2 VAB-PC, 2 VAB-ECH et des VAB-VTT, livrés en 1984, - 8 VAB-VTT livrés en 2011, 4 autres en 2012, - 15 VAB HOT à partir du 30 mai 2017, 35 en 2025. - Maroc : 200 VAB-VTT, 12 VAB-VTM, 68 VAB-PC, 20 VAB-ECH, 54 VAB-VMO, 32 VAB Mephisto, 42 VAB VDAA et 49 VAB-VCI (avec tourelle Toucan I), dont 394 en version 6 roues livrés entre 1979 et 1984. En 2025 un total de 408 sont en service en 2025. - Maurice : 9 ou 11 VAB-VTT et 2 VAB-VCH en version 6x6, livrés en 1979. En 2025, sont en service 9 VAB-VTT et 2 VAB-VCH. - Mauritanie : 70 VAB-VTT livrés en 2010. - Niger: 4 VAB cédés en 2016. - Oman : 2 VAB-VCAC Milan, 9 VDAA, 7 VAB-VTT, 2 VAB-ECH, 2 VAB-PC et VAB-VMO, dont au moins 14 en version 6 roues livrés en 1982-1983. - Qatar : 24 VAB-VCAC UTM800, 70 VAB-VCI, 6 VAB-PC, 10 VAB-ECH, 35 VAB-VMO, 5 VAB Sanitaire et 5 VAB-VPM-81, en version 6 roues, livrés entre 1980 et 1982. En 2025, 160 VAB et 24 VAB-VCAC UTM800 et 4 VAB VPM 81 sont en service. - République centrafricaine : 5 VAB-VTT, dont 1 VAB-ECH, livrés en 1983 et 5 autres, dont 1 VAB-ECH, en 1988, tous en version 4 roues. Peut-être 6 VAB-ECH de plus. - Tchad : environ 40 VAB donnés par l'armée française en 2008 - Ukraine : Don français de 412 VAB (dont des VAB SAN), les premières annonces et livraisons ont eu lieu en juin 2022 à la suite de l'invasion de l'Ukraine par la Russie,. En septembre 2023, le ministère des Armées indique que plusieurs accords ont été signés par des industriels français de l’armement avec des entreprises ukrainiennes, l'un d’eux portant sur le maintien en condition opérationnel [MCO] des VAB. Il est aussi question de produire des VAB dans ce pays. L’armée ukrainienne a reçu six VAB Mk3 à des fins d’évaluation, équipés du module Sich, qui se compose d’un canon ZTM-1 de calibre 30 mm (uk)(en), d’un lance-grenades automatique AGS-30 et d’une mitrailleuse PKT de calibre 7,62 mm montés sur un tourelleau téléopéré. |

## Remplacement
L'armée française remplace progressivement le VAB par les Véhicules blindés multi-rôles (VBMR) Griffon et VBMR-L Serval fabriqués par Nexter et Arquus. Il est prévu d'en commander plus de 2 850 exemplaires dont 1872 Griffon et 978 Serval pour une cible de livraison en 2030.
La version lourde « Griffon » est conçue sur une architecture 6x6 et permet de transporter jusqu'à 8 fantassins. Ce véhicule destiné aux unités de contact devrait être produit dans diverses versions : transport de troupes, poste de commandement, observation d’artillerie, génie, sanitaire, et mortier embarqué pour l'appui au combat (MEPAC). Le prix ne devait pas dépasser le million d'euros par unité à l'origine mais il est en 2017 annoncé à 1,5 million. Les premiers exemplaires du VBMR Griffon sont livrés en juillet 2019 et 260 unités sont en service en 2021.
La société Nexter s'est vu attribuer le 12 février 2018 un marché pour le développement du VBMR léger 4x4 Serval, devant coûter entre 500 000 et 700 000 € pièce selon les conditions de l'appel d'offres. Le Serval devrait se décliner en plusieurs versions : patrouille blindée, nœud de communication tactique, SA2R (Surveillance, Acquisition, Renseignement et Reconnaissance, lutte anti-drones, anti-aérien, santé, etc. Les premiers exemplaires sont livrés en mai 2022.